# Ale van der Meer
Ale van der Meer, (Groningen, 26 oktober 1965), is een oud-profvoetballer.
Hij speelde onder meer voor FC Groningen en BV Veendam. Ook maakte hij deel uit van Jong Oranje en alle Nederlandse jeugdteams.